# 11713 Стаббс
11713 Стаббс (11713 Stubbs) — астероїд головного поясу, відкритий 25 квітня 1998 року.
Тіссеранів параметр щодо Юпітера — 3,412.